# طناک علیا
طناک علیا یک روستا در ایران است که در دهستان مود شهرستان سربیشه در استان خراسان جنوبی واقع شده‌است. طناک علیا ۱۰۷ نفر جمعیت دارد.